# 42 – Prawdziwa historia amerykańskiej legendy
42 – Prawdziwa historia amerykańskiej legendy – amerykański film biograficzny w reżyserii Briana Helgelanda. Premiera filmu nastąpiła 12 kwietnia 2013 roku. Główne role zagrali Chadwick Boseman i Harrison Ford.
Wpływy z filmu wyniosły ponad 95 milionów dolarów przy budżecie 40 milionów dolarów.

## Fabuła
Film przedstawia historię Jackiego Robinsona i jego gry w organizacji Brooklyn Dodgers w latach 1945–1947. Początkowo występując w klubie farmerskim „Dodgersów” Montreal Royals, 15 kwietnia 1947 zadebiutował w Major League Baseball i jako pierwszy Afroamerykanin przełamał bariery rasowe w zawodowym baseballu. Początkowo szykanowany przez większość kolegów z zespołu i graczy z innych klubów MLB, Robinson przyczynił się do zdobycia przez Dodgers mistrzostwa National League w 1947 roku.

## Obsada
- Chadwick Boseman – Jackie Robinson
- Harrison Ford – Branch Rickey
- André Holland – Wendell Smith
- Christopher Meloni – Leo Durocher
- John C. McGinley – Red Barber
- Toby Huss – Clyde Sukeforth
- Lucas Black – Pee Wee Reese
- Alan Tudyk – Ben Chapman
- Nicole Beharie – Rachel Isum Robinson
- C.J. Nitkowski – Dutch Leonard
- Brett Cullen – Clay Hopper
- Ryan Merriman – Dixie Walker
- T.R. Knight – Harold Parrott
- Hamish Linklater – Ralph Branca
- Brad Beyer – Kirby Higbe
- Jesse Luken – Eddie Stanky
- Max Gail – Burt Shotton
- Peter MacKenzie – Happy Chandler
- Linc Hand – Fritz Ostermueller